# Cauchysches Verdichtungskriterium

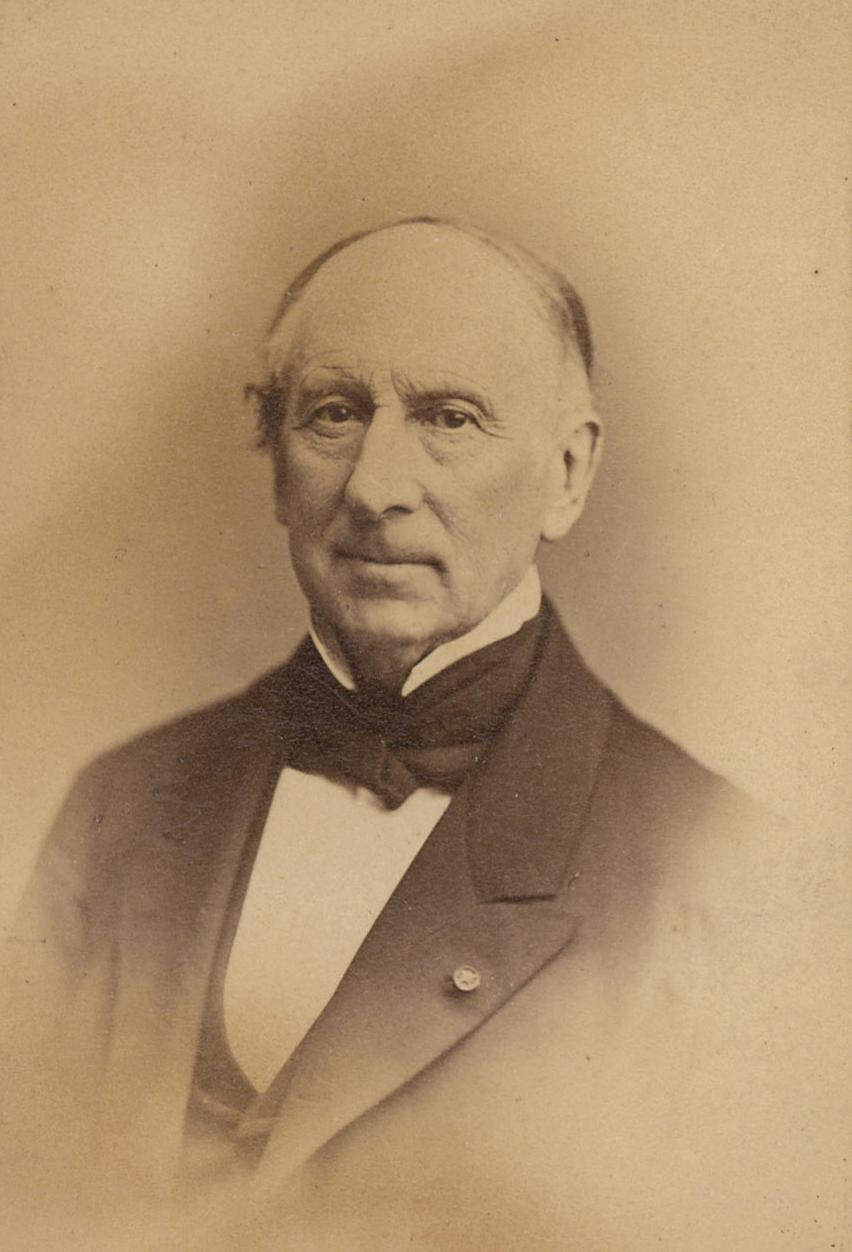
Porträt von August Louis Cauchy als Namensgeber des Cauchy’schen Verdichtungskriteriums

Das Cauchy’sche Verdichtungskriterium, auch bekannt als Cauchy’scher Verdichtungssatz, Verdichtungsprinzip, Verdünnungssatz oder Kondensationskriterium (nach Augustin Louis Cauchy), ist ein mathematisches Konvergenzkriterium, genauer ein Mittel zur Entscheidung, ob eine unendliche Reihe konvergent oder divergent ist.

## Formulierung
Sei {\displaystyle (a_{n})_{n\in \mathbb {N} }} eine monoton fallende Folge nicht-negativer reeller Zahlen. Dann hat die unendliche Reihe
{\displaystyle S=\sum _{n=1}^{\infty }a_{n}}
das gleiche Konvergenzverhalten wie die verdichtete Reihe
{\displaystyle T=\sum _{k=0}^{\infty }2^{k}a_{2^{k}}},
das heißt, dass die eine Reihe genau dann konvergiert, wenn die andere konvergiert.

## Beweisskizze
Die Wirkungsweise dieses Kriteriums kann als Betrachtung von Ober- und Untersummen der zu untersuchenden Reihe gedacht werden. Die Folge {\displaystyle (a_{n})_{n\in \mathbb {N} }} wird in Blöcke aufsteigender Länge aufgeteilt und in jedem Block gegen Maximum und Minimum abgeschätzt. Da die Folge {\displaystyle (a_{n})_{n\in \mathbb {N} }} als monoton fallend vorausgesetzt wurde, ist das Maximum mit dem ersten und das Minimum mit dem letzten Folgenglied eines jeden Blockes identisch.
Das Kriterium ergibt sich nun aus dem Majorantenkriterium. Die gängigste Blockaufteilung ist die nach Zweierpotenzen mit Blöcken {\displaystyle a_{2^{k}},a_{2^{k}+1},\dots ,a_{2^{k+1}-1}}. Um Konvergenz nachzuweisen, konstruiert man die Majorante {\displaystyle (b_{n})_{n\in \mathbb {N} }} durch 
{\displaystyle b_{2^{k}+m}:=a_{2^{k}}\geq a_{2^{k}+m}} für {\displaystyle 0\leq m<2^{k}}.
Zu jedem Index k enthält die Majorante {\displaystyle 2^{k}} Glieder mit demselben Wert {\displaystyle a_{2^{k}}}, die Majorante konvergiert also genau dann, wenn {\displaystyle \textstyle T=\sum _{k=0}^{\infty }2^{k}a_{2^{k}}} konvergiert.
Um Divergenz nachzuweisen, konstruiert man die Minorante {\displaystyle (b_{n})_{n\in \mathbb {N} }} durch 
{\displaystyle b_{2^{k}+m}:=a_{2^{k+1}}\leq a_{2^{k+1}-1}\leq a_{2^{k}+m}} für {\displaystyle 0\leq m<2^{k}}.
Zu jedem Index k enthält die Minorante {\displaystyle 2^{k}} Glieder mit demselben Wert {\displaystyle a_{2^{k+1}}}, die Minorante divergiert also genau dann, wenn {\displaystyle \textstyle {\frac {1}{2}}(T-a_{1})=\sum _{k=0}^{\infty }2^{k}a_{2^{k+1}}} divergiert.

## Anwendungsbeispiel
Eine Anwendung liegt bei den allgemeinen harmonischen Reihen. Für ein festes {\displaystyle \alpha >0} hat
{\displaystyle S=\sum _{n=1}^{\infty }{\frac {1}{n^{\alpha }}}}
das gleiche Konvergenzverhalten wie
{\displaystyle T=\sum _{k=0}^{\infty }2^{k}{\frac {1}{(2^{k})^{\alpha }}}=\sum _{k=0}^{\infty }(2^{1-\alpha })^{k}}.
{\displaystyle T} ist offensichtlich eine geometrische Reihe mit Faktor {\displaystyle q=2^{1-\alpha }}. Aus deren Konvergenzverhalten folgt, dass für {\displaystyle \alpha >1} Konvergenz, sonst Divergenz, vorliegt. Man beachte den Wechsel des Startwertes und des Indexes der Reihe von {\displaystyle n=1} auf {\displaystyle k=0}.
Analog ergibt sich für die noch langsamer konvergierenden bzw. divergierenden Reihen
{\displaystyle \sum _{n=2}^{\infty }{\frac {1}{n\cdot \ln(n)^{\alpha }}},\quad \sum _{n=\lceil e\rceil }^{\infty }{\frac {1}{n\cdot \ln(n)\cdot \ln(\ln(n))^{\alpha }}},\quad \sum _{n=\lceil e^{e}\rceil }^{\infty }{\frac {1}{n\cdot \ln(n)\cdot \ln(\ln(n))\cdot \ln(\ln(\ln(n)))^{\alpha }}}\;\cdots }
für {\displaystyle \alpha >1} Konvergenz, sonst Divergenz.

## Verallgemeinerung
Anstelle der Teilfolge {\displaystyle a_{2^{k}}} können nach einer Verallgemeinerung von Oskar Schlömilch auch andere Teilfolgen zur Verdichtung verwendet werden. Sei {\displaystyle (a_{n})_{n\in \mathbb {N} }} eine monoton fallende Folge nichtnegativer reeller Zahlen. Dann hat die unendliche Reihe
{\displaystyle S=\sum _{n=1}^{\infty }a_{n}}
das gleiche Konvergenzverhalten wie die verdichtete Reihe
{\displaystyle T=\sum _{k=0}^{\infty }f(k)a_{f(k)}},
wobei {\displaystyle f(k)} eine streng monoton steigende Funktion auf den natürlichen Zahlen ist, die 
{\displaystyle 1<\inf \left\lbrace {f(n+1) \over f(n)}:{n\in \mathbb {N} }\right\rbrace \leq \sup \left\lbrace {f(n+1) \over f(n)}:{n\in \mathbb {N} }\right\rbrace <\infty }
erfüllt.